# Der Fuchs und der kleine Tanuki
Der Fuchs und der kleine Tanuki (japanisch こりせんまん Kori Senman) ist eine Mangaserie von Mi Tagawa, die von 2018 bis 2023 in Japan erschienen ist.

## Inhalt
Der schwarze Fuchs Senzō gehört zu den Wesen mit übernatürlichen Fähigkeiten. Doch er setzte diese nur zum eigenen Vorteil ein und richtete Katastrophen und viel Zerstörung an, sodass die Sonnengöttin Amaterasu ihn dafür einsperrte. Dreihundert Jahre später wird er freigelassen, erhält aber nur einen schwachen Körper. Seine Kräfte soll er erst zurückerhalten, nachdem er dem kleinen Tanuki Manpachi geholfen. Der wurde wegen seiner übernatürlichen Kräfte von seinen Eltern verstoßen und soll ein Assistent der Götter werden. Eine Perlenkette um seinen Hals bindet ihn an seinen Schützling, sodass er nun gezwungenermaßen viele kleine Abenteuer mit dem Jungen zu bestehen hat, in denen oft andere japanische Fabelwesen eine wichtige Rolle spielen.

## Veröffentlichungen
Die Serie erschien in Japan zunächst in einzelnen Kapiteln im Online-Magazin Mag Comi des Verlags Mag Garden. Dieser brachte die Kapitel danach gesammelt in sieben Bänden heraus. Auf Deutsch erscheint die Serie seit Januar 2025 bei Carlsen Manga in bisher drei Bänden (Stand Juli 2025). Die Übersetzung stammt von Claudia Peter. Eine englische Fassung wurde von Tokyopop herausgegeben, eine italienische von Mangasenpai und eine portugiesische von Midori Editora.